# العكوتان
العُكْوتَان، جبلان يقعان في منطقة جازان جنوب المملكة العربية السعودية.

## الموقع
جبلان صغيران يقعان إلى الشرق من صبيا بنحو 18 كيلاً٬ ويعدان من المعالم البارزة في المنطقة قديمًا حديثًا. والمسافة بين العكوتين نحو 8 - 7 كم٬ ويطلق عليهما العكوة الشمالية والعُكوة الجنوبية بحسب موقع كل منهما عن الأخرى٬ وهما مذكورتان منذ ما قبل الإسلام في بعض النصوص القديمة٬ وكذلك في بعض المصادر التاريخية والجغرافية٬ وعليهما بعض الشواهد الشعرية المعروفة.

## الآثار
العكوة الشمالية أصغر من العكوة الجنوبية أو اليمانية٬ ولا توجد فيها أي دلائل أثرية تستحق الذكر. أما العكوة الجنوبية فتمتاز بوجود أطلال دارسة لحصن قديم مبني من الآجر ومن الحجر الجبلي المعروف في المنطقة٬ ويمتد مسافة يبلغ عرضها من الغرب إلى الشرق 11 متر٬ وطولها 34 متر٬ ويشتمل الحصن على 13 غرفة٬ أكبرها لا تزال تحتفظ بشكلها الذي كانت عليه تقريبًا٬ وتبلغ مساحتها (2.30×6م)٬ وفي وسط مباني الحصن درج يصعد إلى الدور العلوي٬ ويتكون من عدة بسطات صخرية منحوتة٬ ثلاث منها مكسوة بالجص. وقد بقي ما يقارب المتر ونصف المتر من الجدار المحيط بالدرج من الناحية الغربية٬ وهو مكسوين بالآجر٬ ومكسوين بالجص كذلك. يغلب على الظن أن مباني الحصن كانت مسورة من الناحية الشرقية٬ وكذلك على طول امتدادها من الشمال إلى الجنوب. ويرجح أن الحصن يتألف من طابقين٬ ويستدل على ذلك إلى وجود ركام لمباني ذلك الطابق المتهدم على ما يليه من بقايا الطابق الأرضي.
أما البركة فتقع في الجانب الغربي من الجبل أيضًا٬ وبالتحديد تحت الحصن من الناحية الشمالية الغربية٬ ولا يستبعد أن النزول إليها من الحصن كان بوساطة درج مكشوف وقد أُشيرَ إلى بعض الآثار الدالة عليه أيضًا. تبلغ أطوال البركة عند فوهتها من الشمال إلى الجنوب 11.30 متر في الطول٬ وعرضها 6 م٬ ويبلغ عمقها فوق الرديم المتراكم في قعرها 3 متر، مما يدل على أنها كانت أعمق من هذا بكثير. ولها مجرى من الناحية الشمالية عرضه 46 سم٬ وعمقه 30 سم٬ وهي مبنية بناءً قويًا ومبلطة بالجص٬ ويقدر أحد الباحثين تاريخ بنيانها بأول القرن الخامس الهجري (القرن الحادي عشر الميلادي)٬ ويرى أنها استطاعت مقاومة عوادي الدهر وعوامل الطبيعة أمدًا ليس بالقصير٬ ولا تزال تحتفظ بمكانتها وشكلها وملاطها الجصي باستثناء بعض الشقوق اليسيرة٬ أو التآكل الحاصل في طبقة الجص التي تكسو أطرافها العلوية.

## انظر ايضاً
- جازان
- جبل أحد

## وصلات خارجية
- جبل العكوة الجنوبي